# Шалша
Шалша (пол. Szałsza, нім. Schalscha) — село в Польщі, у гміні Зброславиці Тарноґурського повіту Сілезького воєводства.
Населення — 557 осіб (2011).
У 1975-1998 роках село належало до Катовицького воєводства.

## Демографія
Демографічна структура станом на 31 березня 2011 року:
|          | Загалом | Допрацездатний вік | Працездатний вік | Постпрацездатний вік |
| -------- | ------- | ------------------ | ---------------- | -------------------- |
| Чоловіки | 269     | 57                 | 183              | 29                   |
| Жінки    | 288     | 53                 | 178              | 57                   |
| Разом    | 557     | 110                | 361              | 86                   |